# KOSÉ HEALING BLUE
『KOSÉ HEALING BLUE』（コーセー ヒーリング ブルー）は、TOKYO FM・JFN系列で放送されていたトーク番組。コーセーの一社提供。

## 番組内容
大久保佳代子をパーソナリティに迎えて贈るラジオ番組。毎週ゲストを交え様々な女性の悩みを募集し、寄り添っていく。
2020年9月27日に番組終了。『コーセー歌謡ベストテン』から続いた、JFN系全国ネットのKOSÉ一社提供番組は当番組で終了。10月以降はTFMローカル番組『KOSÉ “Find My Beauty”』へ引き継がれる。

## コーナー
一体感シンクロQuiz
ゲストから出題される択一クイズにTwitterから回答し、正解したリスナーには抽選で番組からコーセーの商品が贈られる。（クイズへの参加には番組公式アカウントのフォローが必要）

## ゲスト
2019年
- 10月6日、13日 - 森崎ウィン[1]
- 10月20日、27日 - 磯村勇斗[3]
- 11月3日、10日 - 内田理央[4]
- 11月17日、24日 - 長谷川京子[5]
- 12月1日、8日 - 田邊駿一[6]
- 12月15日、22日 - 川村エミコ[7][8]
- 12月29日 - 淡輪ゆき[9]

2020年
- 1月5日、12日 - 甲斐翔真[10][11]
- 1月19日、26日 - 狩野英孝[12]
- 2月2日、9日 - 崎山つばさ[13]
- 2月16日、23日 - GENKING[14]
- 3月1日、8日 - 市原隼人
- 3月15日、22日 - 橋本マナミ
- 3月29日 - 滝沢カレン
- 4月5日、12日 - 菊地亜美
- 4月19日、26日 - ゆうたろう
- 5月3日、10日 - ハリー杉山
- 5月17日、24日、31日 - 柴田英嗣
- 6月7日、14日 - 遼河はるひ
- 6月21日、28日 - 橘柊生
- 7月5日、12日 - よしあき
- 7月19日、26日 浅利陽介
- 8月2日、9日 - つるの剛士
- 8月16日、23日 - 武田真治
- 8月30日 - 小手伸也
- 9月6日、13日 - 中村蒼
- 9月20日、27日 - シシド・カフカ